# Kellie Martin
Kellie Noelle Martin (ur. 16 października 1975 w Riverside) – amerykańska aktorka i producentka telewizyjna, także reżyserka i scenarzystka.

## Życiorys

### Wczesne lata
Urodziła się w Riverside w Kalifornii jako córka Debbie (z domu Jett), nauczycielki przedszkola, i Douga Martina, kierownika sklepu i handlującego w domu towarowym. Wychowywała się z młodszą siostrą Heather (ur. 1979), która zmarła w 1998 w wieku 19 lat na toczeń rumieniowaty układowy.

### Kariera
W 1982, kiedy miała 7 lat, po raz pierwszy wystąpiła na telewizyjnym ekranie w niewielkiej roli w jednym z odcinków serialu NBC Ojciec Murphy z Merlinem Olsenem, po tym, jak jej ciotka Rhonda, która była nianią dzieci Michaela Landona, pokazała Landonowi jej zdjęcie. W wieku 9 lat trafiła do jednego z odcinków serialu Autostrada do nieba (1984). Mając 13 lat, zagrała Rebeccę Thatcher w serialu ABC Dzień za dniem (1989–1993), za którą otrzymała nominację do nagrody Emmy. W połowie lat 80. XX wieku występowała w reklamach telewizyjnych Burger King i Taco Bell. W komedii Jeffa Kanewa Drużyna z Beverly Hills (Troop Beverly Hills, 1989) z Shelley Long pojawiła się jako Emily Coleman, córka bezrobotnego aktora.
W 1994 zagrała główną rolę Christy Huddleston w serialu Christy, wyświetlanym na antenie telewizji CBS, który opowiadał o losach młodej misjonarki przebywającej w odizolowanej społeczności w Appalachach.
W 2001 ukończyła historię sztuki na Uniwersytecie Yale. Studia kilkakrotnie przerywała, żeby zagrać w serialu Ostry dyżur. Grała w nim Lucy Knight (1998–2000, sezon 5 i 6). Grana przez nią postać została zamordowana w walentynki 14 lutego 2000 przez chorego na schizofrenię pacjenta. Aktorka opuściła serial, żeby dokończyć studia.
W 2004 ukończyła warsztaty reżyserskie dla kobiet w American Film Institute.
Została właścicielką internetowego sklepu z zabawkami o nazwie Romp i partnerem linii odzieży dziecięcej Entertaining Elephants, a także rzecznikiem Amerykańskiego Stowarzyszenia Chorób Autoimmunologicznych.

## Życie prywatne
15 maja 1999 w Polson wyszła za mąż za Keitha Christiana. Para ma dwie córki: Margaret Heather (ur. 4 listopada 2006) i Olivię James (ur. 13 lutego 2016).

## Filmografia

### Seriale TV
- 1982: Ojciec Murphy jako Flossie
- 1984: Autostrada do nieba jako Lisa Ratchett
- 1986: Dallas jako Brenda Crane
- 1986: Kartofelkowe dzieci jako Lolly (głos)
- 1988–1991: Szczeniak zwany Scooby Doo jako Daphne Blake (głos)
- 1989: Słoneczny patrol jako Chelsea Carroll
- 1989–1993: Dzień za dniem jako Rebecca „Becca” Thacher
- 1991–1995: Taz-Mania jako Molly Tazmanian Devil
- 1993: SeaQuest jako Cleo Walker
- 1994: Aladyn jako Sadira (głos)
- 1994–1995: Christy jako Christy Huddleston
- 1998–2000: Ostry dyżur (ER) jako Lucy Knight
- 2007: Batman jako Barbara Gordon / Oracle (głos)
- 2009: Chirurdzy jako Julie Zelman
- 2009: Prywatna praktyka jako Michelle Larsen
- 2010: Jej Szerokość Afrodyta jako Joan Feiner
- 2012: Poślubione armii jako kapitan armii Nicole Galassini
- 2014: Mad Men jako Carolyn Glaspie
- 2014: Niewierni jako Jennifer
- 2017: The Guest Book jako oficer Kimberly Leahy

### Filmy
- 1986: Jumpin’ Jack Flash jako Kristi Carlson
- 1987: Trzaskające się ciała jako Missy Roberts
- 1993: Przedstawienie jako Sherry
- 1995: Goofy na wakacjach jako Roxanne (głos)
- 1996: W kryjówce milczenia (Hidden in Silence, TV) jako Fusia Podgórska
- 2003: Raperzy z Malibu jako Jen
- 2004: Mickey: Bardziej bajkowe święta jako Mona
- 2007: Sekrety przeszłości (No Brother of Mine, TV) jako Nina St. Clair